# Hubert Rösler (Politiker, 1900)
Hubert Rösler (* 27. Februar 1900 in Hlinay, Königreich Böhmen; † 14. Dezember 1981 in Waldkraiburg) war ein deutscher Kommunalpolitiker.

## Leben
Nach der Mittleren Reife besuchte Rösler die Staatsgewerbeschule in Reichenberg. Anschließend studierte er an der Technischen Hochschule in Prag, die er 1929 mit der staatlichen Baumeisterprüfung abschloss. Er führte in Hirschberg am See, wo er auch seine Familie gründete, eine Baufirma und eine Zimmerei (Holzbaracken, Hallendächer, Dachstühle und Brücken). Mit seiner Frau Gertrud hatte er sechs Kinder. Er war Mitglied des Anpflanzungs- und Verschönerungsvereines Hirschberg am See und Verbandes „Nordböhmische Kurorte und Sommerfrischen B. Leipa“. Am 23. Dezember 1938 beantragte er die Aufnahme in die NSDAP und wurde rückwirkend zum 1. November desselben Jahres aufgenommen (Mitgliedsnummer 6.600.301).
Im Mai 1945 war Hubert Rösler wegen seiner Parteimitgliedschaft festgenommen worden, allerdings kam es wegen fehlender konkreter Vergehen zu keinem Prozess vor dem Volksgericht. Von Anfang Mai 1945 bis Anfang August 1946 war er in mehreren Internierungslagern in Haft (Böhmisch Leipa/Česká Lípa) und konnte nach einer längeren Zeit in der sowjetischen Besatzungszone Ende Oktober nach Westdeutschland übersiedeln. Seine Frau und Familie wurde aus der Tschechoslowakei bereits am 31. Mai 1945 in die Sowjetisch besetzte Zone (SBZ) abgeschoben, seine Frau Gertrud wurde im April 1946 in der Nähe von Merseburg von einem Sowjetsoldaten getötet. Nach Vertreibung nach dem Zweiten Weltkrieg kam er ins bayerische Waldkraiburg. Im Jahr 1945 wurde seine Firma  konfisziert und im Jahr 1948 verstaatlicht.
Von 1. April 1950 bis 30. April 1966 war er der erste Bürgermeister der neu gegründeten Gemeinde. Während seiner Amtszeit wuchs die Einwohnerzahl von Waldkraiburg von 3656 (1950) auf 13.460 (1965) und wurde 1960 zur Stadt erhoben.
In seiner Zeit als Bürgermeister wurden 2.815 Wohneinheiten erbaut (davon 1607 im sozialen Wohnungsbau und 1208 frei finanzierte). Es gelang in hohem Umfang Gewerbe anzusiedeln. Während der Umsatz der Arbeitsstätten in Waldkraiburg 1950 noch 25 Millionen DM ausmachte, stieg dieser bis 1960 auf 200 Millionen DM. 1954 wurde die Eichendorfschule als Volksschule mit 8 Klassen als erste Schule des Ortes erbaut und 1956 auf 12 Klassen erweitert. 1957 wurde bereits das zweite Schulgebäude mit 17 Klassen, Aula und Turnhalle und 1963 das dritte Schulgebäude mit 10 Klassen und der zweiten Turnhalle gebaut. 1955 kam eine Mittelschule hinzu. Zwei Kindergärten, ein Sportstadion mit Fußballplatz und Leichtathletikstätten (1952), ein Freibad mit 2800 m² Becken (1951) und der Waldfriedhof mit 5,5 ha. Fläche (1950) wurden in seiner Amtszeit ebenso gebaut, wie das Feuerwehrhaus, die Rettungsstation des Roten Kreuzes und zweier Altenwohnheime. Die Entwicklung des Ortes unter Hubert Rösler zeigt sich auch an den Gemeindeeinnahmen, die von 122.016,46 im Jahr 1950 auf 5.514.649,25 DM im Jahr 1963 stiegen.

## Ehrungen
- 1952: Verdienstkreuz am Bande der Bundesrepublik Deutschland
- 1966: Ehrentitel Altbürgermeister
- 1969: Ehrenbürger der Stadt Waldkraiburg